# Śmierć świętego Franciszka (fresk Giotta)
Śmierć świętego Franciszka (wł. Morte di san Francesco) – dwudziesty z dwudziestu ośmiu fresków z cyklu Sceny z życia św. Franciszka znajdujących się w górnym kościele Bazyliki św. Franciszka w Asyżu, którego autorstwo przypisywane jest Giotto di Bondone lub Pietro Cavalliniemu. Namalowany ok. 1295–1299.

## Tematyka
Cały cykl bazuje na opisach wydarzeń zawartych w oficjalnym Życiorysie większym św. Franciszka Bonawentury z Bagnoregio, napisanym w 1263. Dwudziesty fresk przedstawia śmierć Biedaczyny. Wydarzenie to w duchowości franciszkańskiej nazywane jest Transitusem. Jego coroczny obchód w klasztorach franciszkańskich ma miejsce wieczorem 3 października, w dniu śmierci świętego. Franciszek zmarł 3 października 1226 w Porcjunkuli pod Asyżem. Opis śmierci świętego znajduje się w rozdziale XIV Życiorysu większego i w innych wczesnych źródłach franciszkańskich. Temat popularny w sztuce religijnej. Śmierć Franciszka przedstawili na swych obrazach, m.in.: Fra Angelico, Benozzo Gozzoli, Domenico Ghirlandaio, Annibale Carracci, José Benlliure y Gil.

## Opis
Fresk został podzielony na dwie części: ziemską i niebiańską. Ciało Franciszka spoczywa na ziemi. Święty ma ubrany habit franciszkański z białym sznurem. Jeden z braci trzyma dłoń stygmatyka z dobrze widoczną raną po gwoździu. Inni klęczący wokół bracia płaczą, mają twarze ukryte w dłoniach. Nad nimi tłum duchownych. Niektórzy w szatach liturgicznych. Kapłan, używając kropidła, kropi ciało Biedaczyny. Czterech akolitów w albach trzyma świece. W górnej części fresku autor przedstawił popiersie świętego, symbol obecności w niebie. Franciszek ukazuje rany dłoni i boku, święte stygmaty. Okręg z popiersiem podtrzymują czterej aniołowie w locie. W górnych narożnikach pozostałe trójce anielskie w locie dopełniają widoku apoteozy asyżanina.